# Volta (cráter)
Volta es un cráter de impacto cercano al borde noroeste de la cara visible de la Luna, que tiene unos 117 km de diámetro. Se localiza al sursureste del cráter Xenophanes, y al norte del pequeño cráter Galvani. El cráter Regnault se halla en el oeste de la pared exterior de Volta. Unido al suroeste de Volta y al borde sur de Regnault aparece el cráter Stokes. El gastado cráter Langley yace entre Volta y Stokes, ubicados al norte, y con Galvani al sur.
|  |

El anillo exterior de Volta está muy gastado y es irregular, con pequeños cráteres superponiéndose al borde superior de la pared exterior. Langley K y Langley J se encuentran junto al borde sur, con una cadena de cráteres junto al lado este. Incluso el borde norte es irregular, con un valle que se extiende en el nornoreste hacia Xenophanes. En contraste el suelo interior es relativamente nivelado y plano, con solo algunos cráteres en su superficie. Los más notables de estos son Volta D en el sureste y Volta B al noreste.

## Cráteres satélite
Por convención estos elementos son identificados en los mapas lunares poniendo la letra en el lado del punto medio del cráter que está más cercano a Volta.
|       | \| Volta \| Coordenadas \| Diámetro \| \| ----- \| ----------------------------- \| -------- \| \| B \| 54°36′N 83°30′O / 54.6, -83.5 \| 9 km \| \| D \| 52°30′N 83°18′O / 52.5, -83.3 \| 20 km \| |          |
| Volta | Coordenadas | Diámetro |
| B     | 54°36′N 83°30′O / 54.6, -83.5 | 9 km     |
| D     | 52°30′N 83°18′O / 52.5, -83.3 | 20 km    |